# Stolpersteine im Piemont

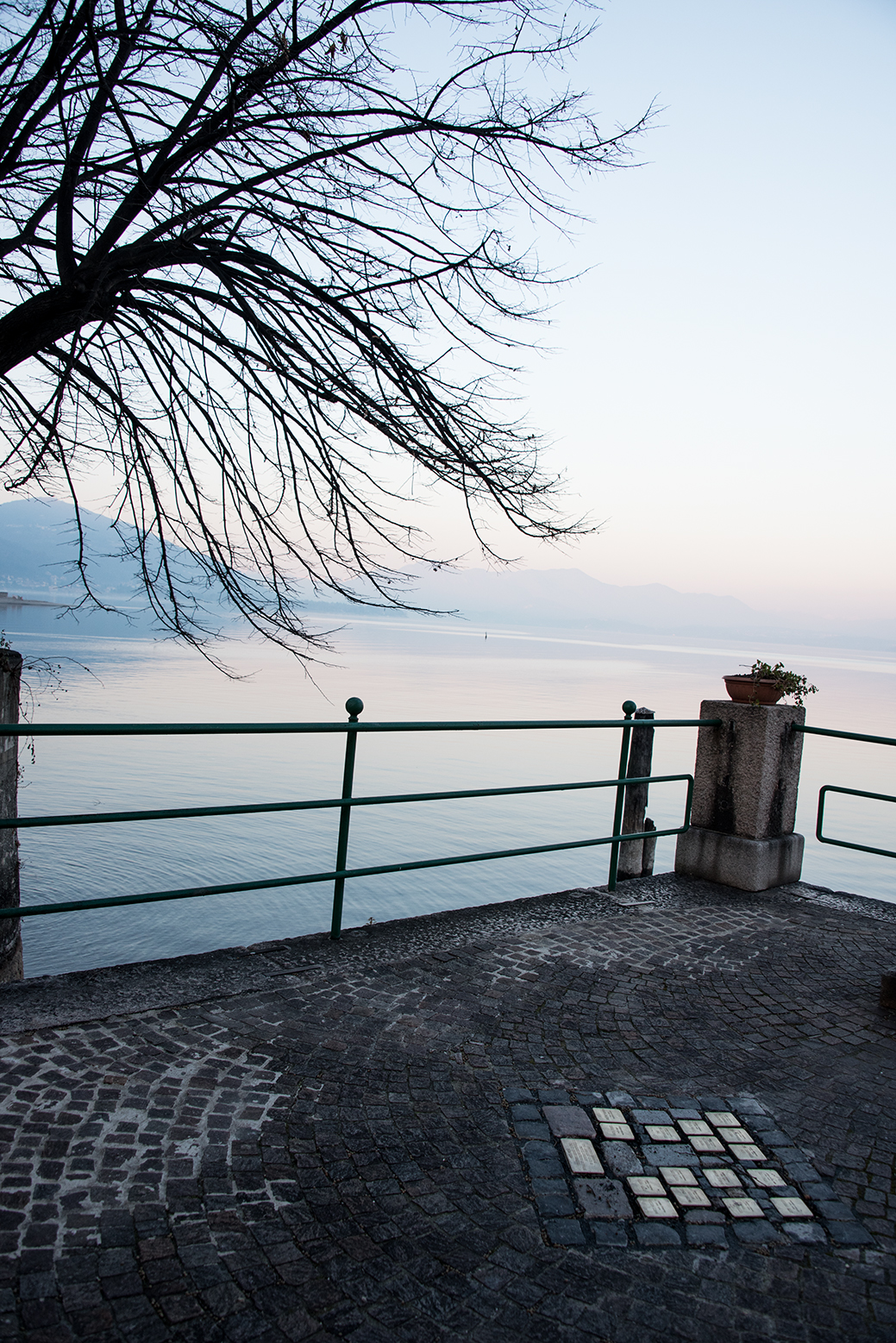
Stolpersteine zum Massaker von Meina

Die Stolpersteine im Piemont geben einen Überblick über die Stolpersteine, die in der italienischen Region Piemont an das Schicksal der Menschen erinnern, welche von den deutschen Nationalsozialisten ermordet, deportiert, vertrieben oder in den Suizid getrieben wurden. Die Stolpersteine wurden von Gunter Demnig verlegt, im Regelfall vor dem letzten selbstgewählten Wohnsitz des Opfers.
Demnig verlegt seit Januar 2015 regelmäßig Stolpersteine im Piemont. Der Begriff Stolpersteine heißt auf Italienisch: pietre d'inciampo.

## Massaker von Meina

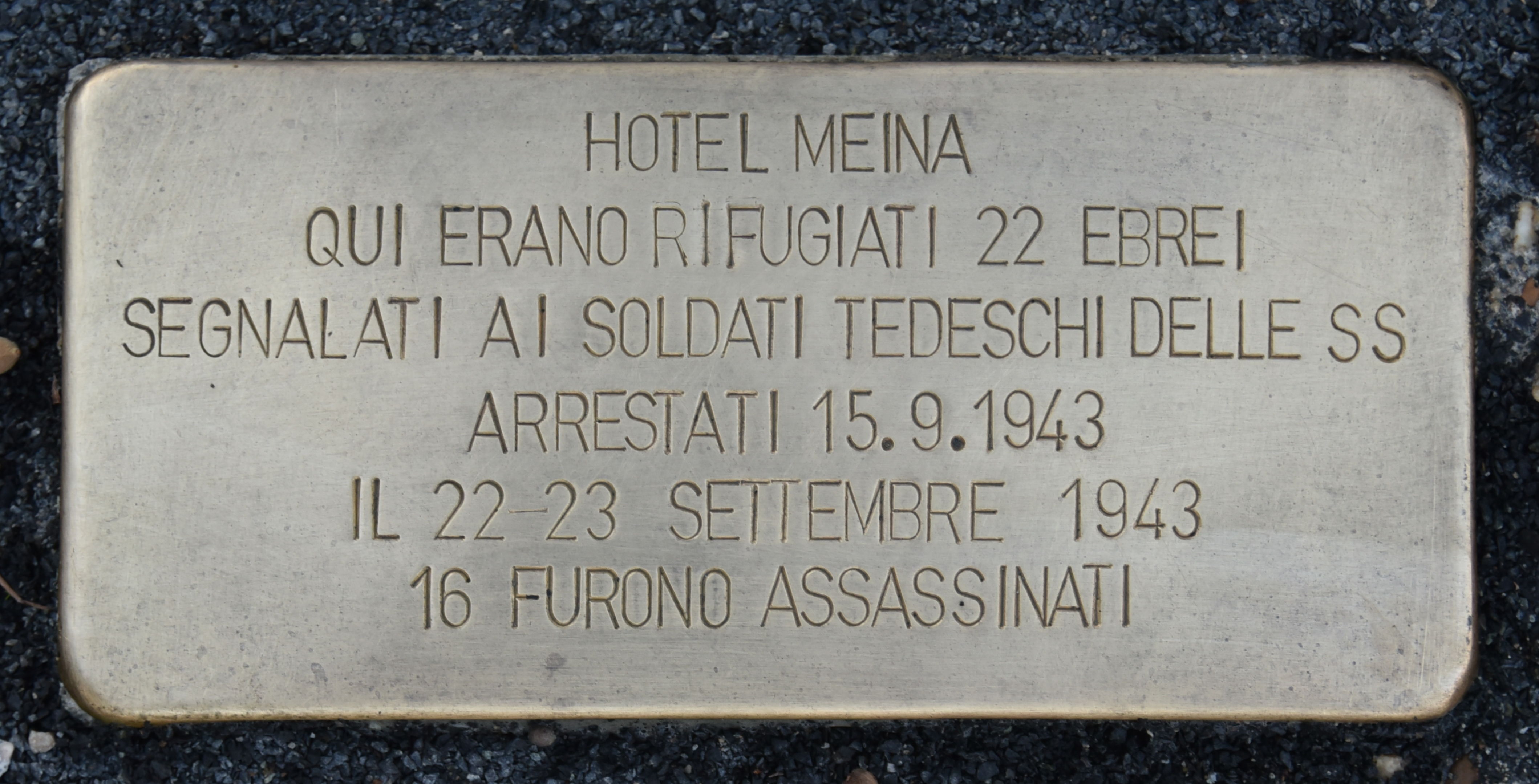
Erläuterungsstein in Meina

Die Massaker vom Lago Maggiore waren die ersten Massenmorde an Juden in Italien. Sie fanden in der Nacht vor der Begründung der Italienischen Sozialrepublik statt, des Marionettenregimes von Hitler-Deutschland. Angehörige der 1. SS-Panzer-Division Leibstandarte SS Adolf Hitler ermordeten 50 Juden auf der piemontesischen Seite des Lago Maggiore, darunter 16 Gäste des Hotels Meina. Die 3., 4. und 5. Kompanie des Bataillons hatten mit Hilfe von Listen der kommunalen Behörden eine Reihe von Zivilpersonen als Menschen jüdischer Abstammung identifiziert und verhafteten diese am 15. September 1943 in einer abgestimmten Aktion in Meina, Arona, Baveno, Mergozzo und Orta San Giulio.
Zwischen 19. und 22. September 1943 fand in Baveno eine Besprechung der Kompanieführer unter Leitung des Hauptsturmführers Hans Friedrich Röhwer statt, der den Truppenteil kommissarisch befehligte. Es wurde beschlossen, die gefangenen Juden zu töten und ihre Leichen in den Lago Maggiore zu werfen. In der Nacht vom 22. auf den 23. September holte ein Exekutionskommando auf drei Fahrten jeweils vier der in Meina festgehaltenen Opfer mit einem Lastwagen ab und erschoss sie auf einem Waldweg. Ein zweites Kommando ruderte die Leichen auf den See hinaus und versenkte sie, nachdem sie sie mit Eisen und Gesteinsbrocken beschwert hatten. Zumindest drei Leichen trieben am nächsten Tag auf dem See, wurden ans Ufer gebracht und von vielen Einwohnern gesehen. In der folgenden Nacht wurden auch die letzten vier der 16 jüdischen Hotelgäste in derselben Weise erschossen und beseitigt. In Stresa wurden mindestens vier, in Baveno mindestens zwei der inhaftierten Juden in dieser Weise ermordet. Dazu kamen weitere Morde an Juden in räumlichem und zeitlichem Zusammenhang, im September in Novara und im Oktober in Intra. Insgesamt ergab sich eine Opferzahl von 56 Personen.
1968 verurteilte das Landgericht Osnabrück wegen dieser Verbrechen insgesamt fünf Personen. Der Bundesgerichtshof hob 1970 die Urteile wegen Verjährung auf.

## Turin
Das Stolperstein-Projekt von Turin wird von einem breiten Spektrum an Organisationen getragen, dazu zählen das Museo diffuso della Resistenza, della Deportazione, della Guerra, dei Diritti e della Libertà, die Jüdische Gemeinde von Turin, das Resistenza-Institut, die ANED (Nationale Vereinigung der Deportierten) und das Goethe-Institut. Insgesamt wurden bislang in Turin 85 Gedenksteine für Menschen verlegt, die aus politischen oder rassistischen Gründen deportiert und ermordet wurden.

## Stolpersteine

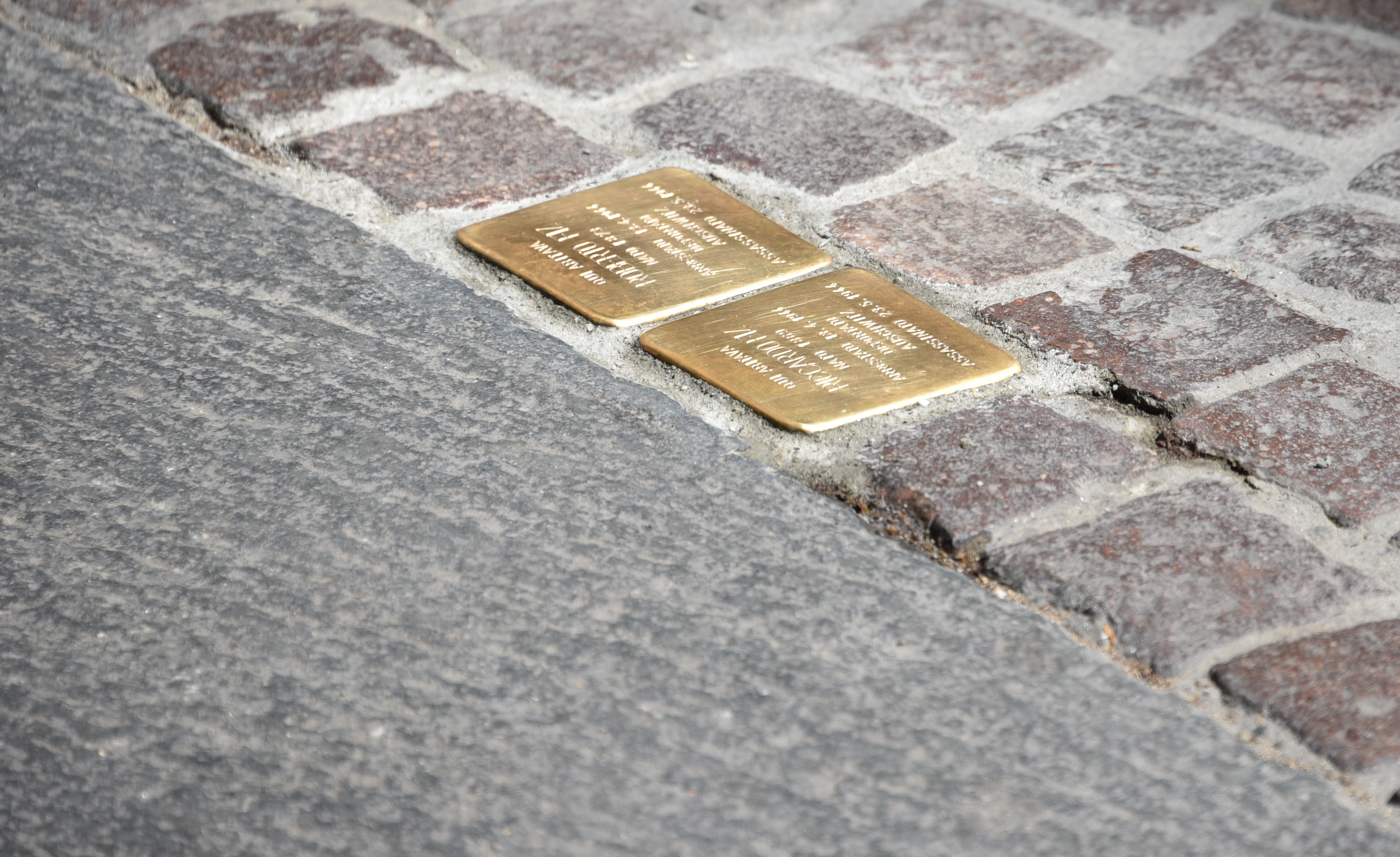
Casale Monferrato
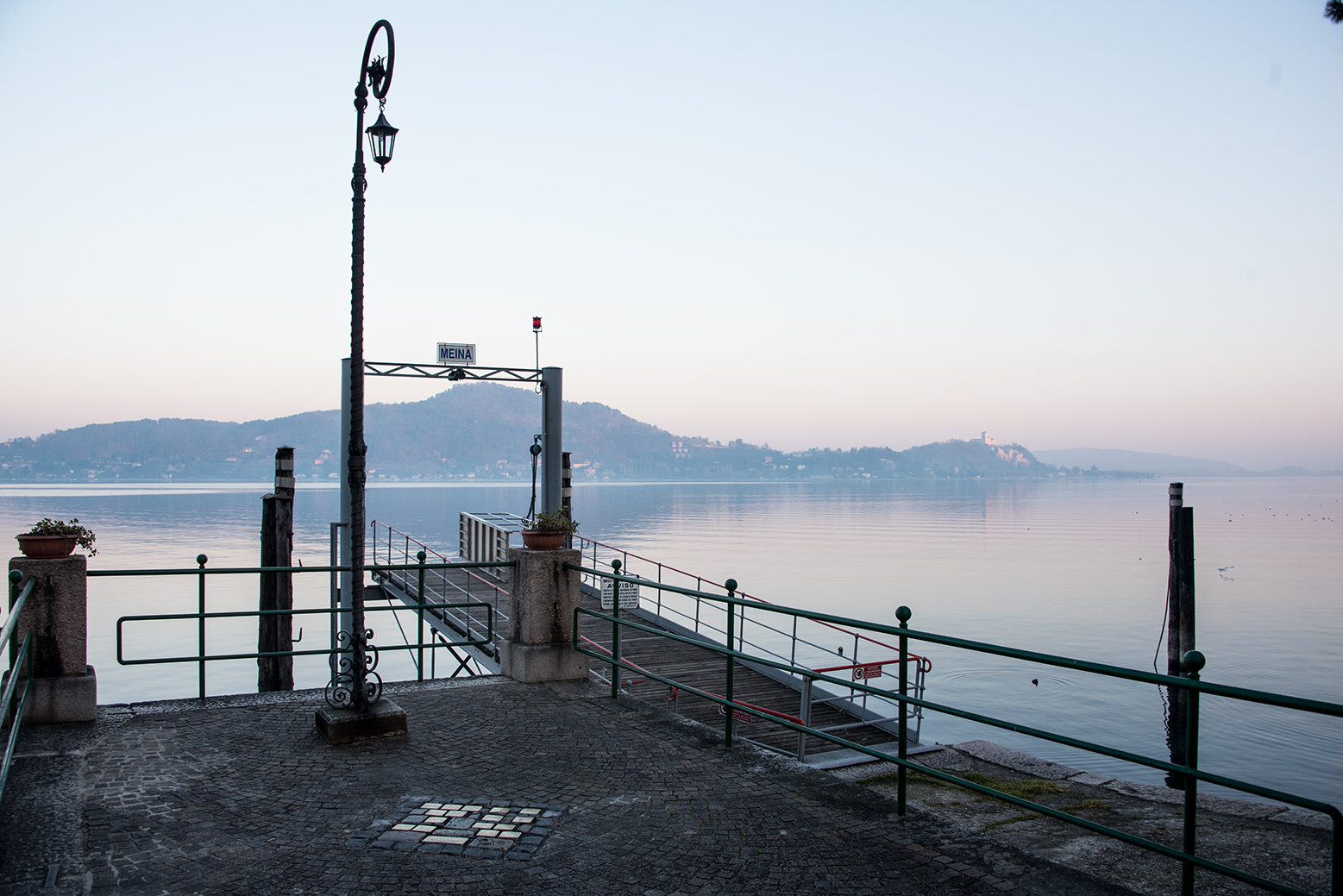
Meina
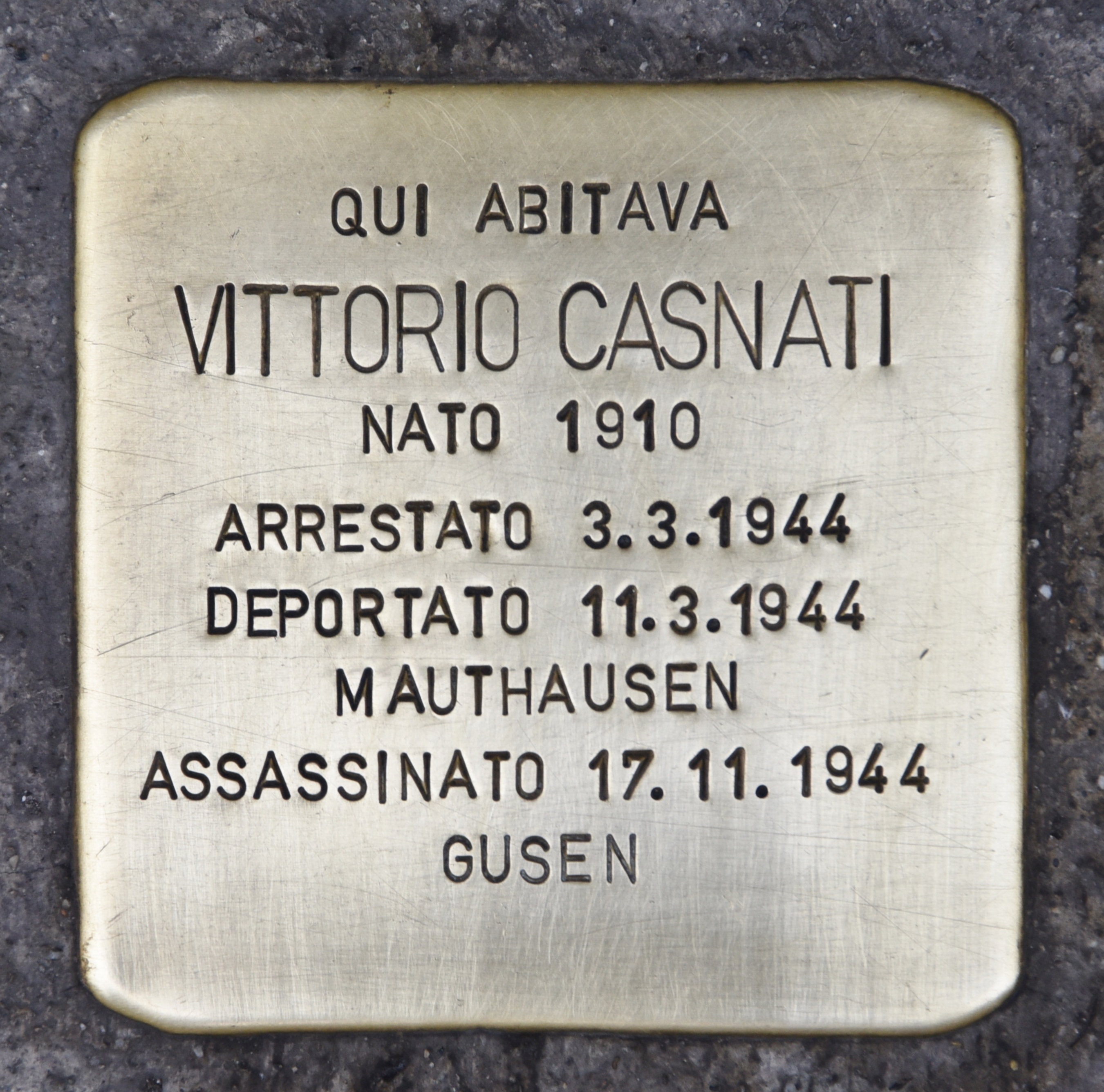
Turin
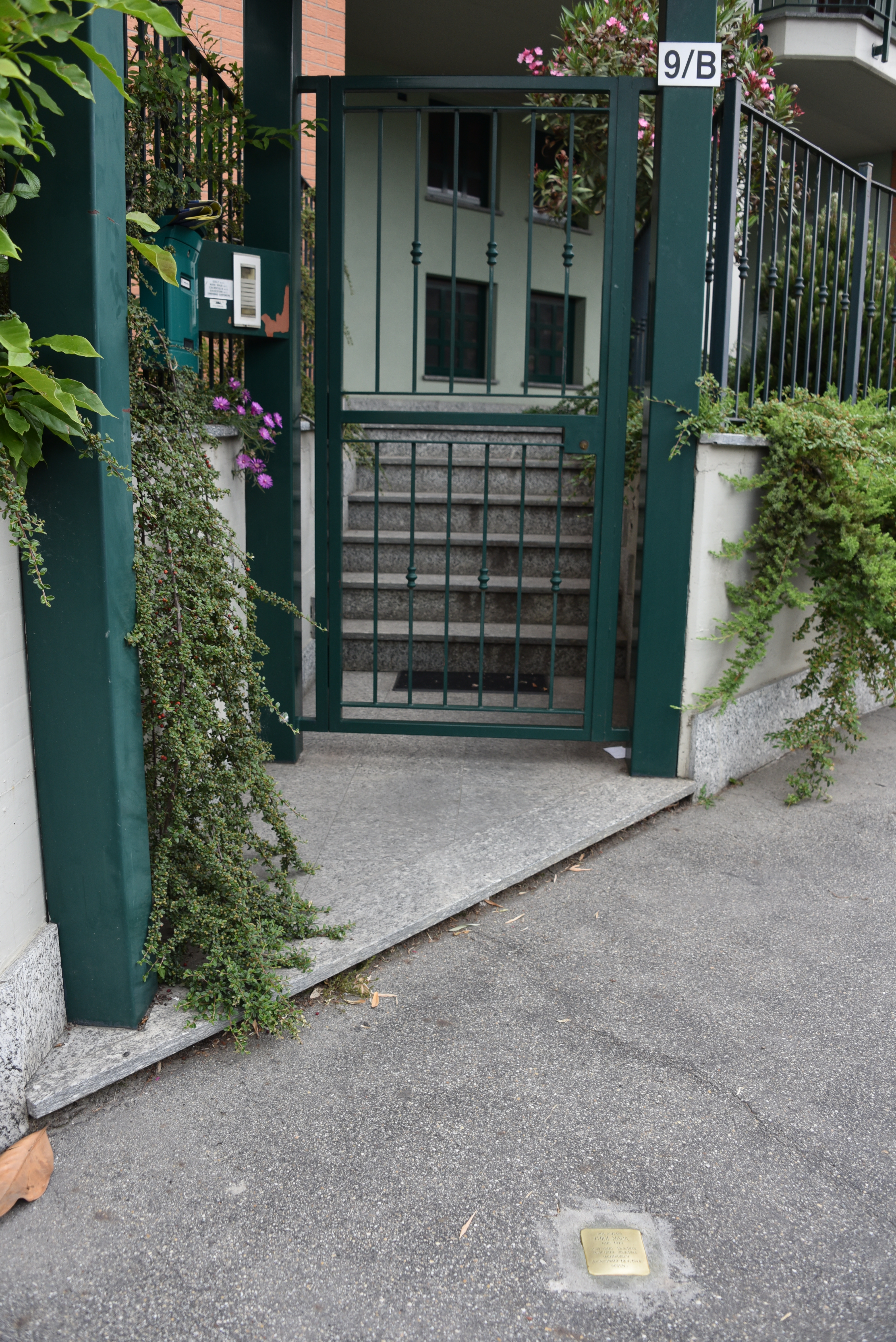
Turin

Die Verlegungen der Stolpersteine erfolgten – laut Demnigs Website – in Turin am 10. und 11. Januar 2015, am 16. Januar 2016  sowie am 17. und 18. Januar 2017, in Meina am 10. Januar und am 30. August 2015, in Stresa am 17. Januar 2016, in Casale Monferrato am 17. Januar 2016 und am 16. Januar 2017, in Moncalieri am 17. und in Avigliana am 18. Januar 2017. Die folgenden Städtenamen sind mit der jeweiligen Stolperstein-Liste verknüpft.
- Avigliana, 3 Stolpersteine
- Casale Monferrato, 4 Stolpersteine
- Meina, 17 Stolpersteine
- Moncalieri, 1 Stolperstein
- Stresa, 1 Stolperstein
- Turin, 85 Stolpersteine

## Gedenksteine
Noch bevor Demnig im Jahr 2010 die ersten Stolpersteine in Italien verlegte, wurden am 26. Januar 2009 in der piemontesischen Stadt Saluzzo die ersten 21 „Spuren der Erinnerung“ verlegt, die Nachahmungen der Stolpersteine darstellen. Vor den früheren Wohnhäusern von 21 ermordeten Juden wurden 12 cm × 12 cm große Messingplatten in den Boden eingelassen. Die Platten wurden von Schulklassen im Rahmen des lokalen Projektes „Tracce del ricordo“ (Spuren der Erinnerung) gestaltet. Der Text beginnt stets mit „Qui abitava“ (Hier wohnte), es folgen Name, Todesort, Alter und der Grund der Deportation: „Perché Ebreo/a“ (weil er/sie Jude/Jüdin war).